# 斯蒂芬·布迪安斯基
斯蒂芬·布迪安斯基（英語：Stephen Budiansky，1965年—）是一位美国作家、历史学家和传记作者，著有许多关于密码学史、军事和情报史以及音乐的学术出版物，主要作品有《自然守护者：自然管理的新科学》（Civil War: A History in Ideas）等。